# 이미다스
《이미다스》(imidas)는 집영사가 매년 간행하고 있는 현대용어 사전이다. 일본어를 사용하는 현대용어사전으로는 최대 규모이다. 연 1회, 매년 출판하고 있으며 ‘이미다스 수첩’이라는 수첩이 같이 붙어 나온다.
판매부수는 감소세에 있으며, 아사히 신문사에서 간행하고 있는 《지혜장》(知恵蔵) 등 2006년 11월에 발행된 2007년판에 휴간하게 되었다. 이후는 웹사이트 형태로 존속되고 있다.

## 개요
자유국민사가 간행하고 있는 《현대용어 기초지식》을 의식하여 1986년 11월 17일(1987년호)에 창간되었다. 가로쓰기를 사용하고 있다. 엄밀히는 사전이 아니며 신문과 같은 해설이 담겨있다. 최신 언어를 다루고 있기 때문에 저자의 지식부족에 따른 비중립적 관점의 기사도 있다. 또한, 저자는 한 분야에 한 명을 이용하여 집필하는 방식을 취하고 있다.